# Blood Lies: The Evidence that Every Accusation Against Joseph Stalin and the Soviet Union in Timothy Snyder's Bloodlands is False
Blood Lies: The Evidence that Every Accusation Against Joseph Stalin and the Soviet Union in Timothy Snyder's Bloodlands is False (tạm dịch: Lời nói dối đẫm máu: Bằng chứng cho thấy tất cả những lời buộc tội Joseph Stalin và Liên Xô trong cuốn sách của Timothy Snyder "Bloodlands" là sai) là một cuốn sách của Grover Furr, một giáo sư thuộc chuyên ngành văn học Anh trung cổ và chuyên nghiên cứu lịch sử Liên Xô. Cuốn sách được xuất bản lần đầu năm 2014 bởi nhà xuất bản Red Star. Trong cuốn sách này, Furr đã tham khảo từ nhiều nguồn, từ cả Liên Xô, một số sử gia phương Tây chuyên nghiên cứu lịch sử Liên Xô, và đôi khi là cả nguồn từ Ukraine và Ba Lan. Đồng thời, Furr cũng chỉ ra rằng nhiều nguồn mà Snyder trích trong Bloodlands không hề chỉ ra những điều mà Snyder viết, và chỉ ra rằng nhiều tài liệu được Snyder trích dẫn là tài liệu dẫn lại từ các nhà chống cộng Ba Lan và Ukraine. Qua đó, Furr đã lật tẩy toàn bộ những luận điểm Snyder vu cáo Liên Xô.

## Nội dung

### Bloodlands: Europe Between Hitler and Stalin
Bloodlands: Europe Between Hitler and Stalin của Timothy Snyder là cuốn sách có lẽ là thành công nhất trong việc đặt Stalin ngang hàng với Hitler, khi tác giả đã vu cáo Liên Xô phải chịu trách nhiệm cho cái chết của hàng triệu người dân, bao gồm 6 triệu người Do Thái, đồng thời chỉ ra những điểm tương đồng giữa Đức và Liên Xô. Cuốn sách đã đạt được nhiều thành công trên toàn thế giới, được dịch sang 26 ngôn ngữ, bao gồm tiếng Ukraine, tiếng Ba Lan, tiếng Hungary, tiếng Romania và ba ngôn ngữ của ba nước Baltic, cùng tiếng Đức, tiếng Pháp, tiếng Tây Ban Nha và ba ngôn ngữ của ba nước Scandinavia. Đồng thời, nó còn nhận được nhiều giải thưởng và đánh giá cao như Lựa chọn của Độc giả (New York Times); Sách của Tuần (Die Welt, NRC Handelsblad, El País, NDR Sachbuch des Monats); tác phẩm phi giả tưởng bán chạy nhất (New York Times, Der Spiegel, Gazeta Wyborcza); Bán chạy nhất (Dziennik Polski), Sách lịch sử bán chạy số 1 (Wall Street Journal). Bloodlands được chọn làm sách của năm 2010 bởi nhiều tờ báo như The Daily Telegraph hay The Independent.
Tuy nhiên, theo Grover Furr, cuốn sách là một "trò lừa từ đầu đến cuối" và "là một chuỗi những lời xuyên tạc". Đồng thời, ông còn chỉ ra nhiều lỗi sai trong việc trích dẫn của Snyder. Ví dụ, ở phần Giới thiệu, trong một câu chuyện về một thanh niên người Ukraine tên Petro Bel'diy đã lê lết, tự đào hố chôn cho mình vì quá đói. Tuy nhiên, Snyder đã trích tên người này thành Vel'dii ở phần chú thích dù đã ghi là Veldii ở phần trích dẫn, nhưng cả hai cách đều sai. Đồng thời, câu chuyện gốc cũng không hề nói tới việc chết đói hay dấu hiệu nào cho thấy Bel'diy đang đói, và thậm chí chỉ ghi là Bel'diy đi qua ngôi làng chứ không hề ghi là Bel'diy phải lê lết, và Snyder còn thêu dệt thêm thông tin, như việc Bel'diy không chắc chắn là một thanh niên hay Bel'diy đã nằm xuống chờ chết ở hố chôn mình đào, trong khi thực ra Bel'diy đã chết sau khi đào một hố chôn khác vì hố chôn kia đã bị chiếm. 
Trước đó, Grover Furr cũng đã từng phản đối việc Snyder đến diễn thuyết tại Đại học Kean vào ngày 18/4/2012.

### Blood Lies
Grover Furr đã chia cuốn sách thành 17 chương, trong đó ông chú trọng lật tẩy các luận điểm của Snyder và bàn về các sự kiện xung quanh. Đồng thời, ông cũng giải thích những sự kiện thường bị coi là tội ác của Stalin và Liên Xô như Holodomor, Đại Thanh trừng, Khởi nghĩa Warszawa, Hiệp ước Xô-Đức, tư tưởng bài Do Thái của Stalin, v.v...